# タルー語
タルー語（Tharu）はインド語派に属する言語である。話者はネパール南西部やインド北部（ネパールとの国境付近）に居住するタルーの人々である。

## 下位分類
- チトワン・タルー語（Tharu, Chitwania）【the】 - 228,000人（2001年）
- コチラ・タルー語（Tharu, Kochila）【thq】 - 258,000人（2003年）
- ラナ・タルー語（Tharu, Rana）【thr】 - 486,000人